# Selva di Cadore
Selva di Cadore är en ort och kommun i provinsen Belluno i regionen Veneto i Italien. Kommunen hade 506 invånare (2018).